# تيري سوليفان (عداء المسافات المتوسطة)
تيري سوليفان (بالإنجليزية: Terry Sullivan) هو عداء مسافات متوسطة زيمبابوي، ولد في 7 سبتمبر 1935 في جوهانسبرغ في جنوب أفريقيا.

## وصلات خارجية
- تيري سوليفان على موقع أوليمبيديا (الإنجليزية)